# Lysandra cuneo-lunulata
Lysandra cuneo-lunulata är en fjärilsart som beskrevs av Tutt 1909. Lysandra cuneo-lunulata ingår i släktet Lysandra och familjen juvelvingar. Inga underarter finns listade i Catalogue of Life.